# Kontrakt bilateralny
Kontrakt bilateralny – umowa zakupu lub sprzedaży energii elektrycznej zawierana bezpośrednio pomiędzy wytwórcami i pozostałymi podmiotami działającymi na rynku.